# Bình Ngọc (phường)
Bình Ngọc là một phường thuộc thành phố Móng Cái, tỉnh Quảng Ninh, Việt Nam.
Phường Bình Ngọc có diện tích 11,09 km², dân số năm 2010 là 3.206 người, mật độ dân số đạt 289 người/km².